# Максім Ініч
Максім Ініч (26 травня 1996) — чорногорський плавець.
Учасник Олімпійських Ігор 2016 року.